# 大石王
大石王（おおいしおう、生没年不詳）は、飛鳥時代から奈良時代にかけての皇族。官位は正四位下・播磨守。

## 経歴
文武天皇3年（699年）7月に弓削皇子が没した際に、路大人とともに葬儀を監護した。また、同年10月には粟田真人とともに山科山陵（天智天皇陵）に派遣されて山陵の修造を行っている（この時の冠位は浄広肆）。大宝元年（701年）大宝律令による位階制が制定されると従五位上に叙せられ、大宝3年（703年）河内守に任ぜられる。
元明朝に入ると、和銅元年（708年）弾正尹、和銅6年（713年）従四位下・摂津大夫に叙任される。その後も長く朝廷に仕え、播磨守を務めたのち、元正朝の養老7年（723年）従四位上、聖武朝の天平11年（739年）には正四位下に至っている。

## 官歴
『続日本紀』による。
- 文武天皇3年（699年）以前：浄広肆
- 大宝元年（701年）従五位上
- 大宝3年（703年） 7月5日：河内守
- 時期不詳：正五位下
- 和銅元年（708年） 3月13日：弾正尹
- 和銅6年（713年） 4月23日：従四位下。8月26日：摂津大夫
- 時期不詳：播磨守[3]
- 養老7年（723年） 正月10日：従四位上
- 天平11年（739年） 正月13日：正四位下